# (142) Polana
Pula és l'asteroide núm. 142 de la sèrie. Fou descobert el 28 de gener del 1875 a Pula per en Johann Palisa (1848-1925). És un asteroide molt fosc del cinturó principal del tipus F, una subdivisió de les més comunes del tipus M. El seu nom es deu a la ciutat, Pula, des d'on es va descobrir i lloc on llavors hi havia l'Observatori Naval d'Àustria. Actualment aquesta ciutat s'anomena Pula i pertany a Croàcia. És dels asteroides més principals de la família Polana que alhora és un subgrup de la família Nysa.